# Sébastien Mazé
Sébastien Mazé (* 8. Februar 1984 in Paris) ist ein französischer Schachspieler und -trainer.
Er spielte bei zwei Schacholympiaden: 2008 und 2016. Außerdem nahm er 2017 an der Europäischen Mannschaftsmeisterschaft teil.
In Frankreich spielte er für den Paris Chess Club (2001/02 bis 2003/04), den Club de Montpellier Echecs (2004/05 bis 2007/08), den Club de Clichy-Echecs-92 (2008/09 bis 2010/11), den Club de Marseille Echecs (2011/12 bis 2012/13), C.E. de Bois-Colombes (2014/15, 2016), den Club de Bischwiller (2017 bis 2019).
In der Schweiz spielte er für den Club d’Echecs de Genève (2009), in Deutschland für den SC Viernheim (seit 2018/19).
| Hier fehlt eine Grafik, die leider im Moment aus technischen Gründen nicht angezeigt werden kann. Wir arbeiten daran! |